# Cerbureni
Cerbureni – wieś w Rumunii, w okręgu Ardżesz, w gminie Valea Iașului. W 2011 roku liczyła 515 mieszkańców.